# Ropinirole
Le ropinirole est une molécule qui agit chez l'homme comme un agoniste des récepteurs de la dopamine. Il est utilisé pour traiter la maladie de Parkinson et le syndrome des jambes sans repos.

## Effets secondaires notoires
Les effets secondaires reconnus incluent notamment l'apparition de somnolence mais aussi la possibilité d'achat compulsif, d'addiction aux jeux, de comportement marginal à l'encontre de ses inhibitions, hypersexualité, voire comportement suicidaire. Ces troubles du comportement communs aux différents médicaments anti-parkinsoniens ont été reconnus tardivement par les laboratoires,.
Devant cette situation, la Haute Autorité de santé (HAS) a estimé le 9 mars 2011 qu'elle ne pouvait donner un avis favorable au maintien de ces médicaments au remboursement en France,.
GSK est condamné en 2012 pour ne pas avoir prévenu des effets secondaires,.

## Autres indications
Le ropinirole est parfois utilisé off-label afin de diminuer ou de supprimer les effets secondaires des antipsychotiques, à savoir les syndromes parkinsoniens, mais aussi les dysfonctions sexuelles causées par des antidépresseurs ISRS telles que les troubles du désir, l'impuissance et l'anorgasmie.